# Zakwaszenie środowiska

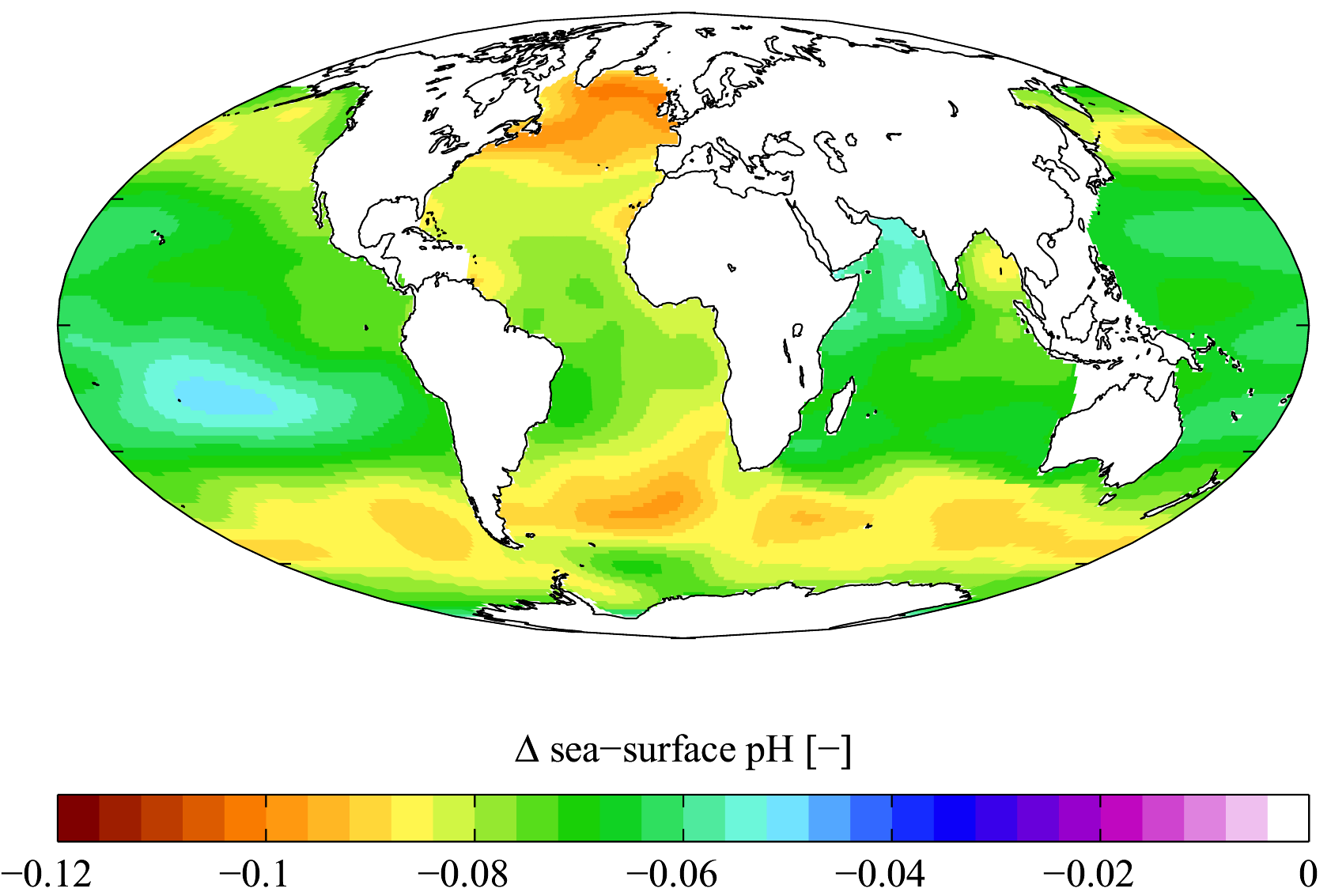
Zmiany pH powierzchniowych warstw wód oceanu w okresie 1700–1990, oszacowane na podstawie informacji o zmianach stężenia CO_{2}

Dostępność pierwiastków dla roślin jako funkcja pH (zmiany pojemności sorpcyjnej)

Zakwaszenie środowiska – zjawisko postępującego zmniejszania się wartości pH poszczególnych elementów środowiska przyrodniczego – określonych ekosystemów (np. leśnych, wodnych, rolniczych z ich agrocenozami), albo całej biosfery – zachodzące wskutek zakłócenia stanu ekologicznej równowagi procesów wymiany energii i materii między elementami ekosystemów, wewnątrz poszczególnych geosfer (hydrosfera, atmosfera, pedosfera) lub między nimi – w ramach ziemskiej biosfery. 
Przyczynami zakwaszenia są m.in.:
– procesy naturalne, np. erupcje wulkaniczne i ekshalacje, pożary lasów, oddychanie, humifikacja (powstawanie  próchnicy w glebach)
– antropopresja, np. emisje zanieczyszczeń powietrza (np. CO2, SO2, NOx, NH3, m.in. z procesów spalania, nawożenia gruntów rolnych), intensywnego chowu zwierząt użytkowych).

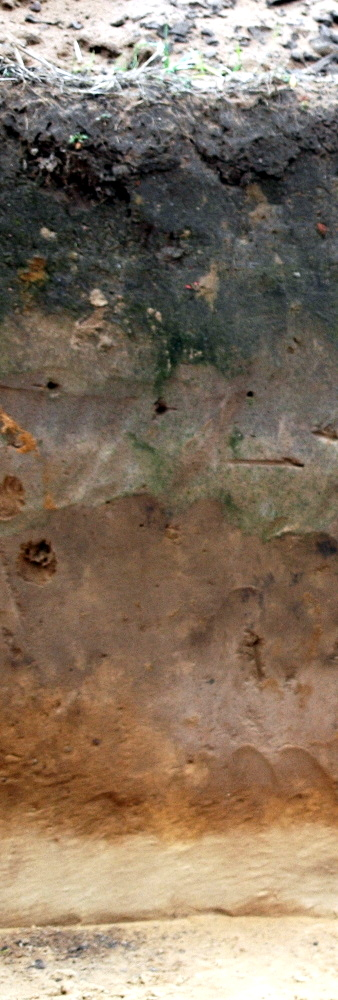
Poziomy genetyczne gleby – efekt zależnych od pH procesów sorpcji i wymywania jonów

Skutkami zakwaszenia środowiska są m.in. zmiany składu gatunkowego biocenoz i liczebności populacji w ekosystemach naturalnych, czego przykładem są zmiany składu gatunkowego drzewostanów. Wiążą się one ściśle ze zmianami profilu glebowego wskutek bielicowania. Szybkość degradacji gleb jest zmniejszana dzięki ich właściwościom buforowym.
Zmniejszaniu się żyzności gleby w wyniku jej intensywnej uprawy – w tym zmianom jej odczynu – zapobiega się m.in. metodą wapnowania. 
Zakwaszenie środowiska jest jednym z czynników wpływających na lokalne i globalne zmiany klimatu, np. poprzez zmiany kierunków sukcesji zachodzącej w małych ekosystemach, biomach oraz w skali globalnej. 
Jednym z najczęściej opisywanych objawów zakwaszenia środowiska jest występowanie „kwaśnych opadów”. Zjawisko „kwaśnego deszczu” zaobserwował już w połowie XIX w. Robert Angus Smith w otoczeniu Manchesteru – pierwszego na świecie miasta przemysłowego. Opisał je w książce „Air and rain. The beginnings of a chemical climatology” (wyd. 1 1872 r.). 
W ostatnich latach dużą wagę przywiązuje się do problemu wzrastającej kwasowości wód oceanicznych, porównując znaczenie procesów zakwaszenia środowiska ze znaczeniem efektu cieplarnianego. Zagadnieniem zajmują się m.in. Ridgwell i Daniella Shmidt z University of Bristol. W czasopiśmie „Natural Geoscience” opublikowali wyniki badań próbek grubych osadów z dna oceanów stwierdzając, że współcześnie pH oceanu zmniejsza się 10-krotnie szybciej niż w okresie poprzedzającym wielkie wymieranie kredowe.
Intensywne badania procesów zakwaszania środowiska są również prowadzone w Polsce, co ilustrują np. prace dotyczące zmian zachodzących w glebach leśnych Gór Świętokrzyskich lub zmiany zakwaszenia wody jezior tatrzańskich.